# Neoserica bannapensis
Neoserica bannapensis är en skalbaggsart som beskrevs av Ahrens 2003. Neoserica bannapensis ingår i släktet Neoserica och familjen Melolonthidae. Inga underarter finns listade i Catalogue of Life.